# Werner Eng
Werner Eng (* 1967 in Brasilien) ist ein deutscher Schauspieler.

## Leben
Werner Eng wurde an der Novalis-Schule für Sprachgestaltung und Dramatische Kunst Stuttgart in Schauspiel und Regie ausgebildet. Erste Engagements führten ihn an die Novalis-Bühne Stuttgart (1987–95), das Theater St. Pölten (1995–97) und das Junge Theater Göttingen (1998–2001). 1995 wurde er für seine Arbeit mit dem Youngster-of-Arts-Preis der Stadt St. Pölten ausgezeichnet. Von 2001 bis 2019 war Werner Eng freischaffend unter anderem an Bühnen in Basel, Wien, Graz, Zürich, Magdeburg, Dessau, dem Maxim Gorki Theater und der Volksbühne am Rosa-Luxemburg-Platz Berlin tätig. 2006 war er festes Ensemblemitglied des Hans Otto Theaters in Potsdam. Seit der Spielzeit 2018/2019 ist er Ensemblemitglied der Schaubühne am Lehniner Platz.
Eng arbeitete mit Regisseuren wie Sebastian Hartmann, Lukas Langhoff und Sebastian Baumgarten zusammen und war Ensemblemitglied in den Inszenierungen von Herbert Fritsch an der Volksbühne am Rosa-Luxemburg-Platz Berlin: Die (S)panische Fliege (2011), Murmel Murmel (2012), Frau Luna (2013), Ohne Titel Nr. 1 – Eine Oper von Herbert Fritsch (2014) und der die mann (2015). 2011 inszenierte Werner Eng Pension Schöller am Anhaltischen Theater Dessau. Werner Eng wurde mehrfach zum Berliner Theatertreffen eingeladen, 2012 mit Die (S)panische Fliege, 2013 mit Murmel Murmel und 2014 mit Ohne Titel Nr.1 – Eine Oper von Herbert Fritsch. Darüber hinaus spielte er unter anderem in den Filmen Elf Onkel (2010) von Herbert Fritsch, Vodopad (2009), Korridor Nr. 50 (2015) und Dominos Dixit (2016), alle in der Regie von Evy Schubert.
Im April 2021 beteiligte Werner Eng sich zusammen mit rund 50 weiteren Filmschaffenden an der Initiative #allesdichtmachen.

## Hörspiele
- 2013: Sarah Khan: Die Gespenster von Berlin (Soziologe) – Regie: Clemens Schönborn (Hörspiel – RBB)